# Trittico di Danzica
Il Trittico di Danzica o del Giudizio Universale è un dipinto a olio su tavola (221x161 cm il pannello centrale e 223,5x72,5 ciascuno scomparto laterale) di Hans Memling, databile al 1467-1473 circa e conservato nel Museo Nazionale di Danzica.

## Storia
Il trittico venne commissionato dal banchiere fiorentino Angelo Tani, direttore del Banco Medici a Bruges, per adornare l'altare di San Michele nella Badia Fiesolana nei pressi di Firenze. Gli stemmi del committente e di sua moglie Caterina Tanagli si trovano vicino ai ritratti dei due sulle ante esterne del trittico. La coppia si era sposata nel 1467 e si sa che il dipinto venne spedito nel 1473, per cui la datazione oscilla tra queste due date, con un più probabile inizio della stesura verso il 1470.
Durante il viaggio sulla galea San Tommaso, il 27 aprile 1473 l'opera venne trafugata con tutto il carico durante la navigazione nella Manica, per un assalto del corsaro di Danzica, Paul Beneke, che donò poi l'opera alla cattedrale della sua città. Nonostante le richieste di papa Sisto IV e di Lorenzo il Magnifico non venne mai restituita. Qui divenne uno dei modelli fondamentali per tutta la pittura dell'area baltica. Il trittico venne spostato solo nel XX secolo, nell'attuale museo.
Attribuita per la prima volta a Memling nel 1843 da H. G. Hotho, la sua paternità è unanimemente riconosciuta ed è considerata, unitamente al Reliquiario di sant'Orsola, il suo capolavoro. Mentre Stendhal definì l'opera «una crosta della scuola tedesca», il Voll vi vide un profondo senso artistico e un'energia poetica lontana da virtuosismi esteriori.

## Descrizione

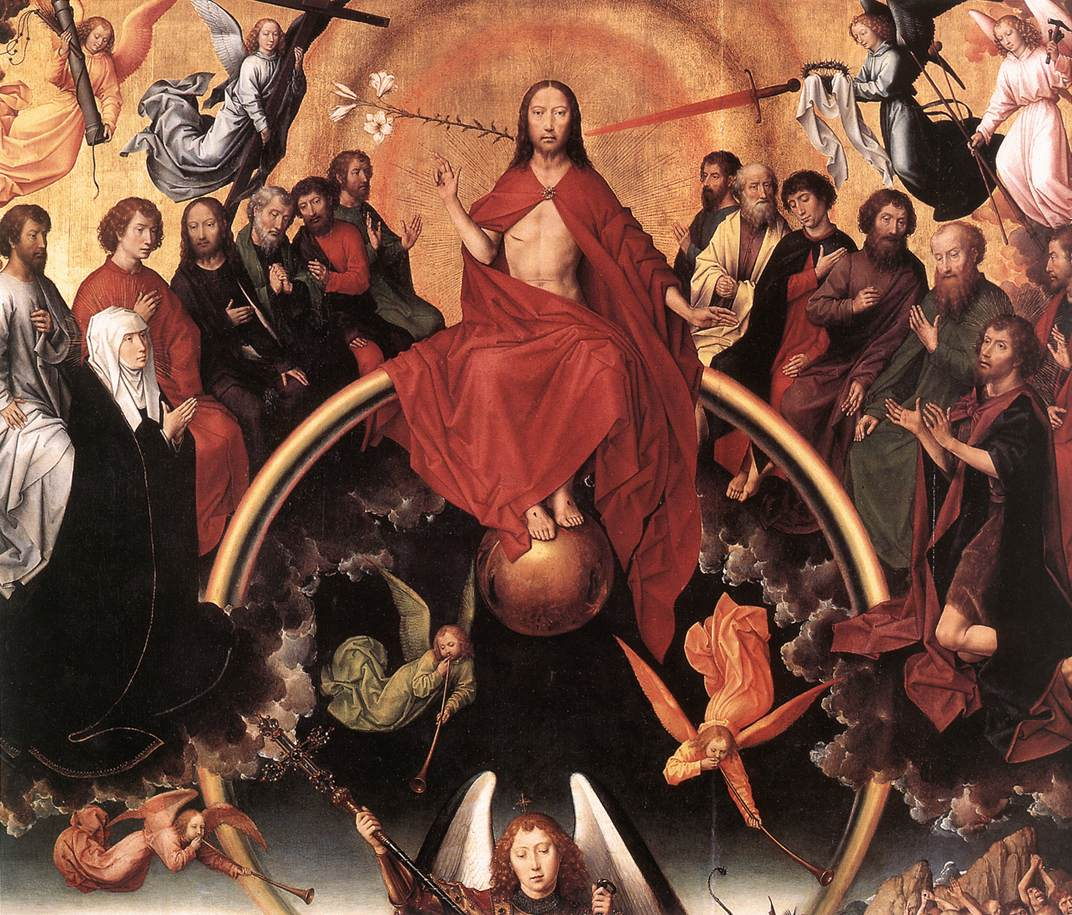
Dettaglio

Il trittico si compone di un grande pannello centrale rappresentante il Giudizio Universale, di un pannello sinistro, dipinto su entrambe le facce, con la Porta del Paradiso, sul retro, il donatore Angelo Tani presso una statua della Madonna, e di un pannello destro, con l'Inferno e sul retro la Donatrice Caterina Tanagli presso la statua di san Michele.

### Pannello centrale
Il pannello centrale mostra Cristo giudice che, assiso sull'arcobaleno, con i piedi su un globo (la terra) e circondato da una sfolgorante nube di fuoco, dà avvio al Giudizio. In alto quattro angeli recano i simboli della Passione (colonna della flagellazione, croce, corona di spine, lancia di Longino, spugna di aceto, chiodi e martello), mentre una spada e un giglio sono ai lati della testa di Cristo, come a indicarla per centrare l'attenzione dello spettatore sulla sua figura. Ai suoi lati, sulla stessa nube, allineati su due file in scorcio, si trovano gli apostoli, la Vergine e Giovanni Battista, mentre in basso si vede san Michele che, sulla terra, dà compimento al giudizio.
Gesù e Michele compongono l'asse verticale del dipinto, attorno a cui ruotano tutti i movimenti di personaggi, con andamenti pressoché simmetrici. Straordinario è il riflesso della scena sull'armatura di Michele, vero e proprio sfoggio virtuosistico delle impareggiabili conoscenze sul "lustro" possedute dai fiamminghi.
Al suono delle trombe angeliche, suonate dagli angeli nel livello mediano, i morti si risvegliano dai sepolcri e Michele li giudica soppesandoli con la bilancia: a destra finiscono i dannati, incalzati dai diavoli, e a sinistra i beati. Un tema tipicamente medievale, quello della lotta tra un angelo e un diavolo per un'anima, è raffigurato alla sinistra di Michele. L'uomo sul piatto più pesante della bilancia di Michele sarebbe Tommaso Portinari, rivale e successore di Tani alla guida dell'istituto bancario fiorentino.
La parte bassa del pannello è dominata dai corpi nudi, che si ritrovano anche nei due scomparti laterali.

### Pannello sinistro

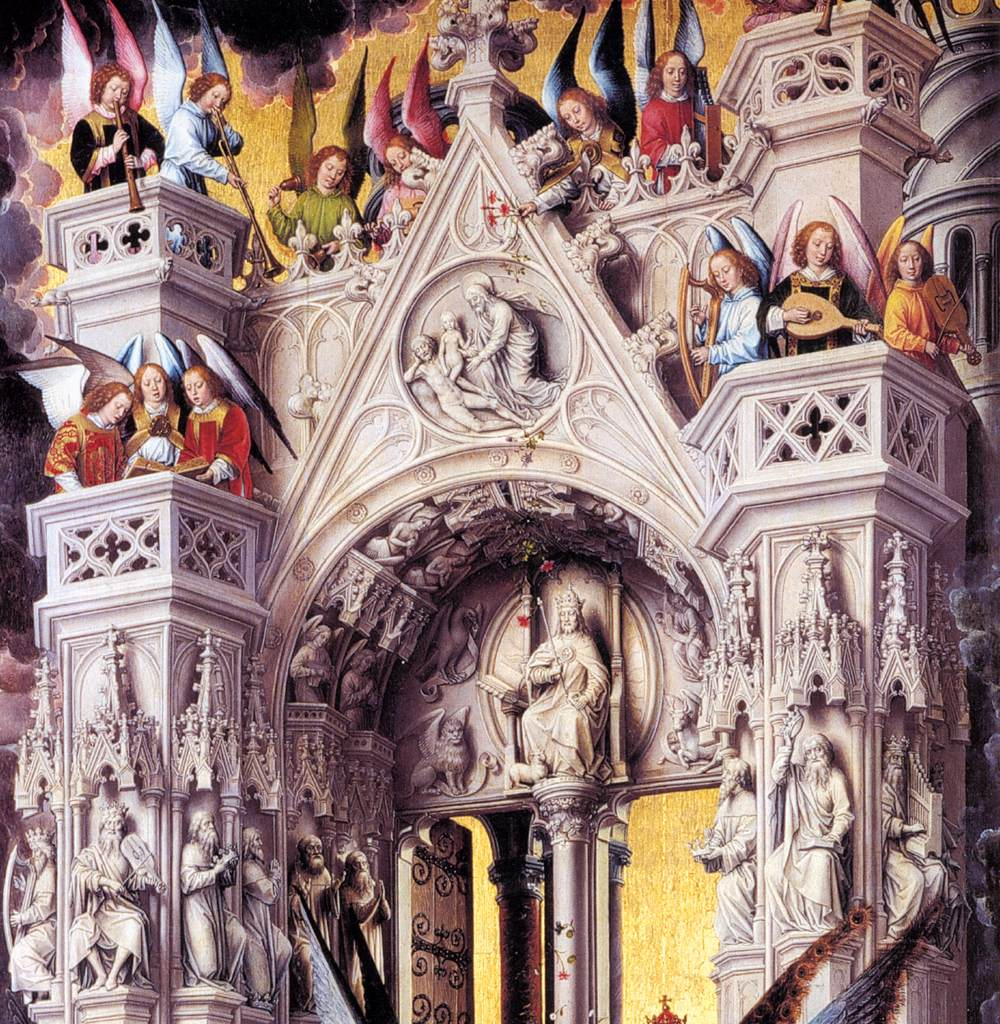
Dettaglio

Nel pannello di sinistra i beati vengono accompagnati in paradiso: accolti da san Pietro e da un angelo sulla scala divina di cristallo, essi, con calma e deferenza, sono rivestiti durante l'ascesa dagli angeli e guidati alla porta del Paradiso, raffigurata come uno sfavillante portale gotico, ricco di bassorilievi allegorici, sul cui ballatoio sta l'orchestra angelica, sullo sfondo del cielo dorato dell'Empireo, che sfolgora attraverso le nubi.

### Pannello destro

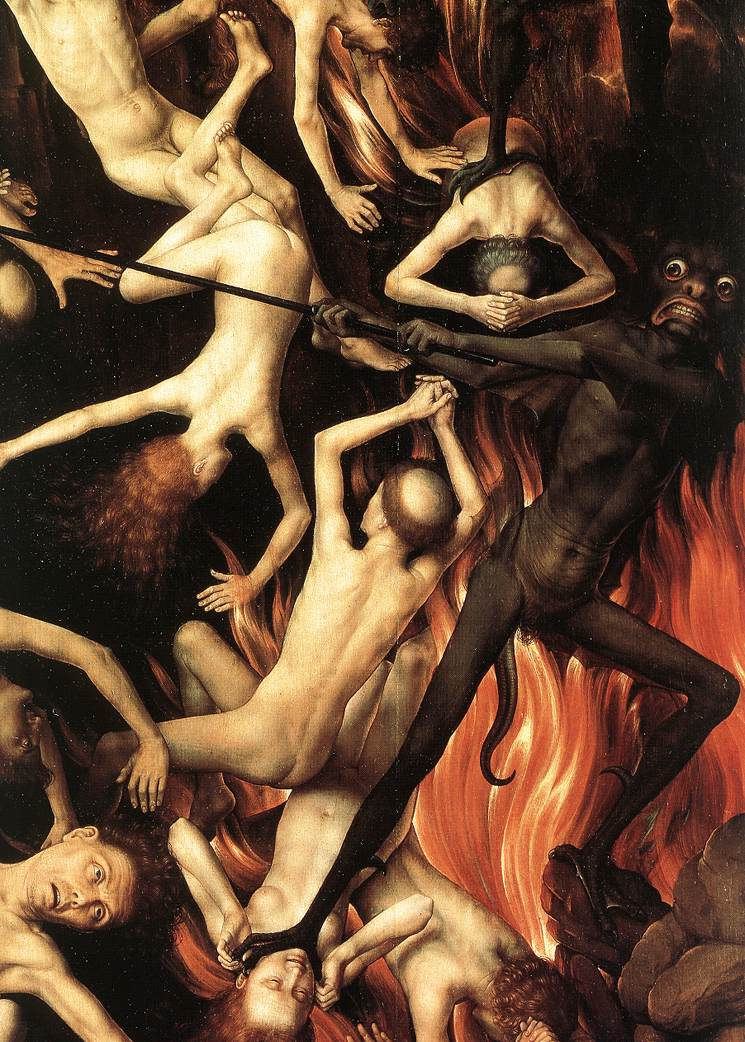
Dettaglio

In quello di destra è rappresentato l'inferno: un angelo con la tromba, fungente da raccordo con il pannello centrale, vigila sull'antro infuocato dove i dannati, in pose drammaticamente caotiche e scomposte, sono torturati dai diavoli, che li prendono con uncini e altre armi per scaraventarli nelle fiamme eterne.
La scena infernale spesso sollecitava le fantasie degli artisti nordici, permettendo di creare infinite scene grottesche e macabre, con invenzioni sorprendenti nelle fisionomie dei diavoli; Memling però, più intellettuale e sofisticato, preferì piuttosto concentrarsi sulle figure e sulle espressioni dei dannati, evitando il ricorso alla fantasia spinta dei suoi colleghi.

## Stile
Proprio dal confronto con il celebre Polittico del Giudizio universale di Rogier van der Weyden, al quale Memling si ispirò, «si vede quanto Memling fosse più progredito: Rogier suddivise la scena in nove tavole che non hanno un nesso molto organico tra di loro, mentre Memling concepisce la superficie del quadro come un tutto unitario; in Rogier troviamo ancora chiaramente il rapporto con le sculture medievali, mentre Memling persegue compiti puramente pittorici; Rogier, infine, si accostò soltanto con grande cautela al problema del nudo, invece il maestro della fine del secolo si distingue proprio per aver dato con particolare predilezione, in questo soggetto più che mai adatto allo scopo, un numero per quanto possibile alto di movimentati nudi maschili e femminili», rilevando altresì la loro «foggia morbida ed elegante» e la «toccante espressione del viso».

## Ricostruzione
Aperto
Chiuso